# Fondi
Fondi is een gemeente in de Italiaanse provincie Latina (regio Latium) en telt 34.910 inwoners (31-12-2004). De oppervlakte bedraagt 142,2 km², de bevolkingsdichtheid is 222 inwoners per km².
De volgende frazioni maken deel uit van de gemeente: San Magno, Madonna degli angeli, Cucuruzzo, San Raffaele, Sant'Andrea, Selva Vetere, Salto di Fondi en Capratica.

## Demografie
Fondi telt ongeveer 11283 huishoudens. Het aantal inwoners daalde in de periode 1991-2001 met 0,5% volgens cijfers uit de tienjaarlijkse volkstellingen van ISTAT.
| Jaar | Inwoneraantal |
| ---- | ------------- |
| 1991 | 31.169        |
| 2001 | 31.023        |

## Geografie
De gemeente ligt op ongeveer 8 m boven zeeniveau.
Fondi grenst aan de volgende gemeenten: Campodimele, Itri, Lenola, Monte San Biagio, Sperlonga, Terracina en Vallecorsa (FR).

## Geboren in Fondi
- Paus Soter (?-170/177), Paus
- Vespasiano I Gonzaga (1531-1591), edelman, diplomaat, schrijver, militair ingenieur en veldheer
- Giuseppe De Santis (1917-1997), filmregisseur
- Pasqualino De Santis (1927-1996), cameraman

## Externe link

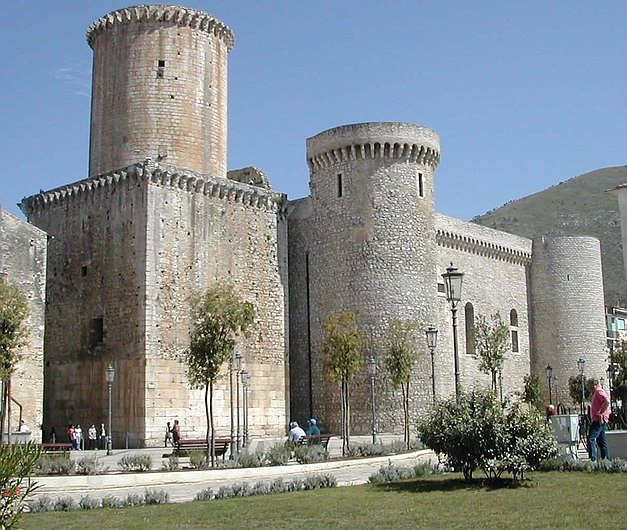
Kasteel